# Ry Russo-Young
Ry Russo-Young (16 de novembro de 1981) é uma diretora de cinema e televisão americana.

## Carreira
Ry Russo-Young frequentou o Oberlin College e a Saint Ann's School.
Cineasta independente, seus filmes You Won't Miss Me e Nobody Walks apareceram no Festival Sundance de Cinema. Nobody Walks ganhou um prêmio especial do júri em Sundance, e foi lançado pela Magnolia Pictures em 2014, e You Won't Miss Me ganhou um Gotham Award de Melhor Filme Não Exibido em um Cinema Perto de Você. Seu primeiro longa, Orphans, ganhou um prêmio especial do júri no South by Southwest em 2007. Seu curta-metragem Marion, ganhou vários prêmios, incluindo um Silver Hugo de Melhor Curta Experimental no Chicago Independent Film Festival.
Em 2015, Russo-Young ganhou um prêmio da Creative Capital por seu filme, The Family Movie.  Russo-Young dirigiu Before I Fall, baseado no livro de Lauren Oliver. O filme é estrelado por Zoey Deutch, Halston Sage, Logan Miller e Jennifer Beals, e foi lançado pela Open Road Films em 2017. Before I Fall estreou no Festival Sundance de Cinema em janeiro de 2017 e também teve uma exibição especial no Festival Internacional de Cinema de Toronto em fevereiro de 2017.
Russo também dirigiu três episódios da série original da Netflix, Everything Sucks!.

## Filmografia

### Diretora
- 2003: Babes in Toyland (Curta-metragem)
- 2005: Marion (Curta-metragem)
- 2007: Orphans
- 2009: You Wont Miss Me
- 2012: Nobody Walks
- 2017: Before I Fall
- 2018: Everything Sucks! (Episódios: "What the Hell’s a Zarginda?", "Sometimes I Hear My Voice" e "Cheesecake to a Fat Man")
- 2018: Sweetbitter (Episódio: "Weird Night")
- 2018: Marvel's Cloak & Dagger (Episódio: "Princeton Offense")
- TBA: Nightlife[5]
- 2019: The Sun Is Also a Star